# Vila „Remington”
Vila "Remington" je epizoda Dilan Doga objavljena u Srbiji premijerno u svesci br. 151. u izdanju Veselog četvrtka. Sveska je objavljena 5.9.2019. Koštala je 270 din (2,3 €; 2,7 $). Imala je 94 strane.

## Originalna epizoda
Originalna epizoda pod nazivom Remington House objavljena je premijerno u br. 360. regularne edicije Dilana Doga u Italiji u izdanju Bonelija. Izašla je 27.08.2016. Epizodu je nacrtao Serđo Gerasi, a scenario je napisao Paola Barbato. Naslovnu stranu je nacrtao Anđelo Stano. Koštala je 3,9 €.

## Značaj epizode
Epizoda počinje da istražuje Dilanovu prošlost, što je tema koja se pojavljuje u nekoliko narednih epizoda.